# Antandros
Antandros – starożytne miasto, kolonia eolska na wybrzeżu Troady. Położone pomiędzy górą Idą a zatoką Adramyteion.
Stefan z Bizancjum przekazał, że według Arystotelesa pierwotnie nosiło nazwę Edonis i było zamieszkiwane przez trackie plemię Edonów. Miasto zostało zajęte przez Persów niedługo po wyprawie Dariusza przeciwko Scytom. Miało znaczenie militarne podczas wojny peloponeskiej i wojny korynckiej.